# 梅宮リナ
梅宮 リナ（うめみや　りな、1989年5月1日  - ）は、日本のAV女優。
マークスジャパン所属。
趣味は、カラオケと買い物とネイル。

## 略歴
- 2009年に『hot chocolate 25』（2009年4月27日、デジタルアーク）でAVデビューを果たした。ギャル系の作品に出演が多い。

## 作品

### アダルトビデオ

#### 2009年
- 『hot chocolate 25』（4月27日、デジタルアーク）
- 『Gals Life 4』（5月28日、WEEKENDER）
- 『GAL Junkie 2 梅宮リナ オタ芸リーマン騎乗位逆レイプ』（7月25日、ケラ工房）
- 『ザ・ギャルナン 18』（8月20日、グローリークエスト）
- 『ギャルフェラチオ 21人』（9月3日、グローリークエスト）
- 『寝とられるM男の世界』（9月5日、未来・フューチャー）
- 『同級生を小便まみれにして遊ぶ女子校生達』（9月5日、フリーダム）
- 『女子校生の校内集団リンチ』（7月25日、ケラ工房）
- 『援交JK FILE001』（9月19日、桃太郎映像出版）
- 『「裸の大陸 ダンディVer.」VOL.1』（9月19日、DANDY）
- 『HotChocolate Di3 LIMITED EDITION 004』（9月25日、デジタルアーク）
- 『超毒舌GAL尊!ホーム○ス狩り』（10月5日、未来 フューチャー）
- 『恥ずかしいけどリモコンバイブで濡れ濡れ 素人娘股間ビリビリ直撃ナンパ 9』（10月8日、ヒビノ）
- 『ガチンコギャル水上キャットファイト!! 決勝ラウンド』（10月8日、GARCON）
- 『CAR SEX.CAM VOL.2』（10月19日、桃太郎映像出版）
- 『美少女の足裏 17』（11月5日、フリーダム）
- 『黒ギャルオフィスレディー VOL.1 梅宮リナ』（11月20日、虎堂）
- 『ザーメン陵辱!ギャルぶっかけキャットファイトグランプリ!!』（12月5日、GARCON）
- 『ド（怒）金髪ギャル!!最強エロギャルの強制集団逆レイプ!!!』（12月5日、GARCON）
- 『超暴行 ～最強不良少女伝説～』（12月5日、フリーダム）
- 『実験工房 大好きなアイドルの奴隷になりたい!! 濃い口M男オタ芸ファン集結せよ!!』（12月25日、ケラ工房）

#### 2010年
- 『ギャル★ギャル★ギャル 1st』（1月7日、桃太郎映像出版）
- 『ロングスカルプギャル!!手コキ超48手!!!』（1月7日、GARCON）
- 『黒ギャルだょ!!全員集合!!!イタズラ逆ナンはマジやばくねぇ～!!! VOL.02』（2月4日、GARCON）
- 『完全主観 罵倒地獄 ～僕を罵る女達～』（2月5日、フリーダム）
- 『ハメハメJK 12人 平成生まれの女の子 ～小悪魔派～』（3月7日、桃太郎映像出版）
- 『黒キャバアフターセックス』（3月7日、桃太郎映像出版）
- 『黒ギャルオイルボディマニア No5』（4月9日、虎堂）
- 『コギャル痴女ちんぽいじめ 梅宮リナ』（4月19日、イエロー）
- 『「生ギャル」』（4月22日、人間考察）
- 『ツンデレメイド手コキ』（5月19日、イエロー）
- 『kira☆kira BLACK GAL SPECIAL ～BEER GAL☆HARLEM大乱交～』（5月19日、kira☆kira）
- 『手コキでベロちゅ～ 12』 (6月19日、イエロー)他出演:愛音ゆり、小峰ひなた、伊藤ユリエ、長谷川杏実、伊東麻央、泉麻那、星崎アンリ、森永ひよこ、さくら、柳田やよい、かわのすみれ